# 龍渠縣
龍渠縣是宋代夔州路咸淳府所屬的一個縣。乾德六年以䕫州龍渠鎮隸忠州，南渡後増置龍渠縣，屬忠州，元省，有引藤山。
治所位於咸豐縣忠路鎮西南1公里。